# Emma Inamutila Theofelus
Emma Inamutila Theofelus   (Windhoek, 28 de març de 1996) és una política de Namíbia. Va ser nomenada Viceministra d'Informació, Comunicació i Tecnologia de Namíbia el març de 2020, com a part del gabinet del segon mandat de Hage Geingob. En el seu paper, va tenir l'encàrrec d'ajudar a liderar la comunicació pública sobre mesures preventives contra la pandèmia de COVID-19 de Namíbia.
En el moment del nomenament del gabinet, Theofelus tenia 23 anys i era una dels ministres més joves d'Àfrica. Abans del seu nomenament polític, va completar una llicenciatura en dret a la Universitat de Namíbia. També és membre de la junta del Consell Nacional d'Educació Superior.
El 2020 va ser nomenada com una de les 100 dones africanes més influents, la persona més jove d'aquesta llista.
El desembre de 2021, va ser inclosa a la llista de les 100 dones de 2021 de la BBC.

## Carrera professional
- 2013 - 2018: Vicepresidenta del Parlament Infantil.[7]
- 2019 - 2020: Oficial legal – Ministeri de Justícia.

## Interesos legislatius
Supervisió del Parlament; Autodesenvolupament Parlamentari; E-Parlament; Legislació sobre el canvi climàtic; Participació Juvenil al Parlament; Recerca parlamentària.